# 高梨りんご
高梨 りんご（たかなし りんご、1986年7月8日 - ）は、日本の漫画家。京都府出身。東京都在住。男性。成安造形大学芸術学科イラストレーションクラス卒業。

## 来歴・人物
中学時代、「最遊記」シリーズ（作：峰倉かずや）で描かれる独創性（発想・自己主張）に影響を受ける。その後、大学在学中の就職活動で「会社に就職せずに働くにはどうすればいいのか?」と深慮した結果、漫画家を志すようになる。2011年（平成23年）に、「ブラック★ロックシューター」の派生作品「ぶらっくろっくちゃん」で連載デビューを果たす。
2012年（平成24年）8月初旬、「デート・ア・ライブ」を執筆中に激しい腹痛に見舞われ、医療機関で検査を受けたところ、尿膜管に膿が溜まる「尿膜管遺残」と診断され、手術を伴う入院を余儀なくされる。その為、当該作品が連載休止となり、退院後は体調の回復を待って、連載の再開を予定していたが、関係各方面と協議をした結果、連載を終了することが決定した。それと同時に長期療養を理由に、当面の間、リハビリを兼ねた同人誌の出版を除く、執筆活動を休止することが発表されていた。その後、2014年（平成26年）3月にオリジナル作品「水色イデア」で本格的な執筆活動を再開した。併せて、ペンネームをこれまでのringoから高梨りんごへ改めることも発表された。
ペンネームを「ringo」名義で使用していた頃は「シンプルなもの」ということで、偶然目にした東京事変のCDジャケットから命名されていた。また、名義はringo（英語）、りんご（ひらがな）、林檎（漢字）と3種類を使い分け、商業誌では英語名義を使用していた。また、現行のペンネームについては特に由来はなく、姓名判断で運が良い名前とのことで命名した。
好きな漫画は、「最遊記」シリーズ、「ヒカルの碁」、「アイシールド21」、「ヴィンランド・サガ」。その一方で、声優の知識に関しては疎い方である。
実兄はレストランを経営している。 

## 作品リスト

### コミックス

#### 連載中の作品
高梨りんご名義
- ニーナさんの魔法生活（オリジナル作品、『COMIC メテオ』掲載（アプリックス）、2016年1月27日配信号[9] - 、コミックス既刊6巻）

#### 過去の作品
ringo名義
- ぶらっくろっくちゃん（原作：huke、『4コマnanoエース』連載（角川書店）、2011年Vol.1号 - 2012年Vol.10号、コミックス全1巻）
- 闇の用心棒（オリジナル作品、角川ニコニコエース コミック総選挙本選第1回掲載、単行本未収録、全3話）
- デート・ア・ライブ（原作：橘公司、キャラクター原案：つなこ、『月刊少年エース』連載（角川書店）、2012年6月号 - 2013年1月号、コミックス全1巻）

※体調不良により中途で連載終了。
高梨りんご名義
- 水色イデア（オリジナル作品、『ComicWalker』連載（KADOKAWA）、2014年3月21日配信号 - 2015年7月5日配信号、コミックス全1巻）

※単行本売上等を勘案し「無期限休載」という形で連載終了。

### キャラクターデザイン
ringo名義
- 瑞浪Mio（瑞浪市化石博物館イメージキャラクター）

### イラスト
高梨りんご名義
- 青いリボンと銀の髪（著：古瀬風、原作：「リボンの騎士」（手塚治虫）、テヅコミ連載）